# Fusōshū
Le Fusōshū (扶桑集) est une anthologie de poèmes japonais kanshi compilés par Ki no Tadana entre 995 et 999 (époque de Heian), juste avant le changement de millénaire.
Des seize volumes que compte l'anthologie à l'origine, seuls les volumes sept et neuf nous sont parvenus. Une grande partie du contenu des volumes disparus peut être déduite d'autres sources : une liste complète des poètes se trouve dans le Nichūreki et les annotations du Kanke bunsō informent sur la structure d'ensemble de l'ouvrage.
Les poèmes recueillis couvrent environ 170 ans. Les volumes qui nous sont parvenus contiennent 102 sections écrites par 24 personnes.